# Melissa Bettoni
Melissa Bettoni (Borgosesia, 7 maggio 1991) è un'ex rugbista a 15 italiana, in carriera attiva nel ruolo di tallonatrice.

## Biografia
Nata a Borgosesia ma originaria di Roccapietra, frazione di Varallo nel Vercellese, Melissa Bettoni si avvicinò al rugby a 17 anni da studentessa in agraria e si affermò in serie A nelle file delle romane del Red & Blu.
Il 3 maggio 2011 debuttò nella prima linea dell'Italia femminile alla Coruña (Spagna) nel campionato europeo contro la Russia e nel 2012 fu una prima volta in Francia al Sassenage, nell'area urbana di Grenoble per poi spendere un semestre in Nuova Zelanda a lavorare e ad allenarsi con le tecniche di quella scuola rugbistica.
Tornata in Italia e divenuta presenza fissa in Nazionale, fu decisiva nel Sei Nazioni 2014 per la vittoria italiana in Galles, avendo marcato proprio allo scadere la meta con cui le azzurre terminarono una rimonta che le vedeva in svantaggio 0-8 a 19' dalla fine.
Nel 2014, dopo un'ulteriore stagione a Roma, si trasferì di nuovo in Francia al Rennes alternando l'attività sportiva al lavoro di babysitter; ha fatto parte della squadra convocata dal C.T. Andrea Di Giandomenico per la Coppa del Mondo di rugby femminile 2017 in Irlanda, dove l'Italia è giunta nona.
Il 9 settembre 2022, durante un warm up vinto contro la Francia in preparazione alla Coppa del Mondo, Melissa Bettoni ha ricoperto per la prima volta il ruolo di capitano per via dell'infortunio, una settimana prima, del capitano titolare Manuela Furlan.
Al termine della Coppa del Mondo si è ritirata dall'attività agonistica come aveva preannunciato al termine della sua ultima stagione in Francia, per intraprendere un'attività imprenditoriale nel commercio alimentare; vanta complessivamente 76 incontri internazionali con l'Italia e 14 mete.